# 경주 분황사 석정
경주 분황사 석정(慶州 芬皇寺 石井)은 대한민국 경상북도 경주시 구황동, 분황사 사찰내에 마련되어 있는 돌우물이다. 1985년 8월 5일 경상북도의 문화재자료 제9호로 지정되었다.

## 개요
분황사 사찰내에 마련되어 있는 돌우물이다. 바위틈 사이로 솟아 오르거나 흘러 내리는 물이 잘 고이도록 바위를 움푹하게 판 뒤, 그 위에 다시 돌을 쌓아 시설해 놓은 모습으로, 겉면은 8각을 이루고, 안쪽의 벽은 둥근 원형을 이루고 있다.
‘호국룡변어정’이라고도 불리는 이 우물에는 다음과 같은 흥미로운 이야기가 전해 내려온다. 분황사 우물과 금학산 기슭 동천사의 동지와 청지라는 우물에는 각각 통일신라를 지키는 세 마리의 호국룡이 살고 있었다. 원성왕 11년(795) 중국 당나라 사신이 이 용들을 물고기로 변신시켜 잡아가니, 두 여인이 왕 앞에 나타나 이 사실을 아뢰며 남편을 찾아줄 것을 아뢰었다. 두 여인의 말을 들은 왕은 사람을 시켜 물고기를 다시 빼앗은 후 각각의 우물에 놓아주었다.
통일신라시대에 설치된 우물로, 조선시대에 와서 불교억압정책에 따라 사찰내의 모든 돌부처의 목을 잘라 이 우물에 넣었던 아픈 역사를 간직하고 있다. 남아있는 통일신라시대의 돌우물 가운데 가장 크고 우수한 것이며, 현재에도 사용될 만큼 보존 상태가 양호하다.

## 참고 자료
- 분황사석정 - 국가유산청 국가유산포털